# Glenda Reiser
Glenda Reiser, född 16 juni 1955, död 6 januari 2008, var en friidrottare från Kanada. Hon deltog vid olympiska sommarspelen 1972.